# Парк Пепиньер

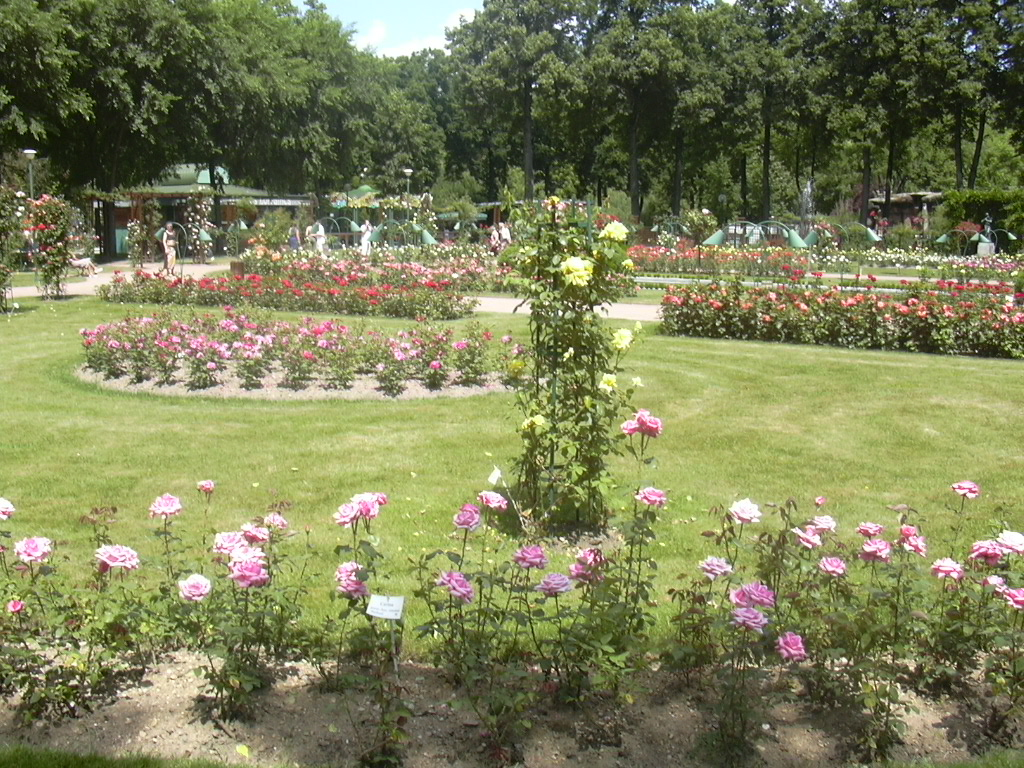
Розарий в парке Пепиньер.

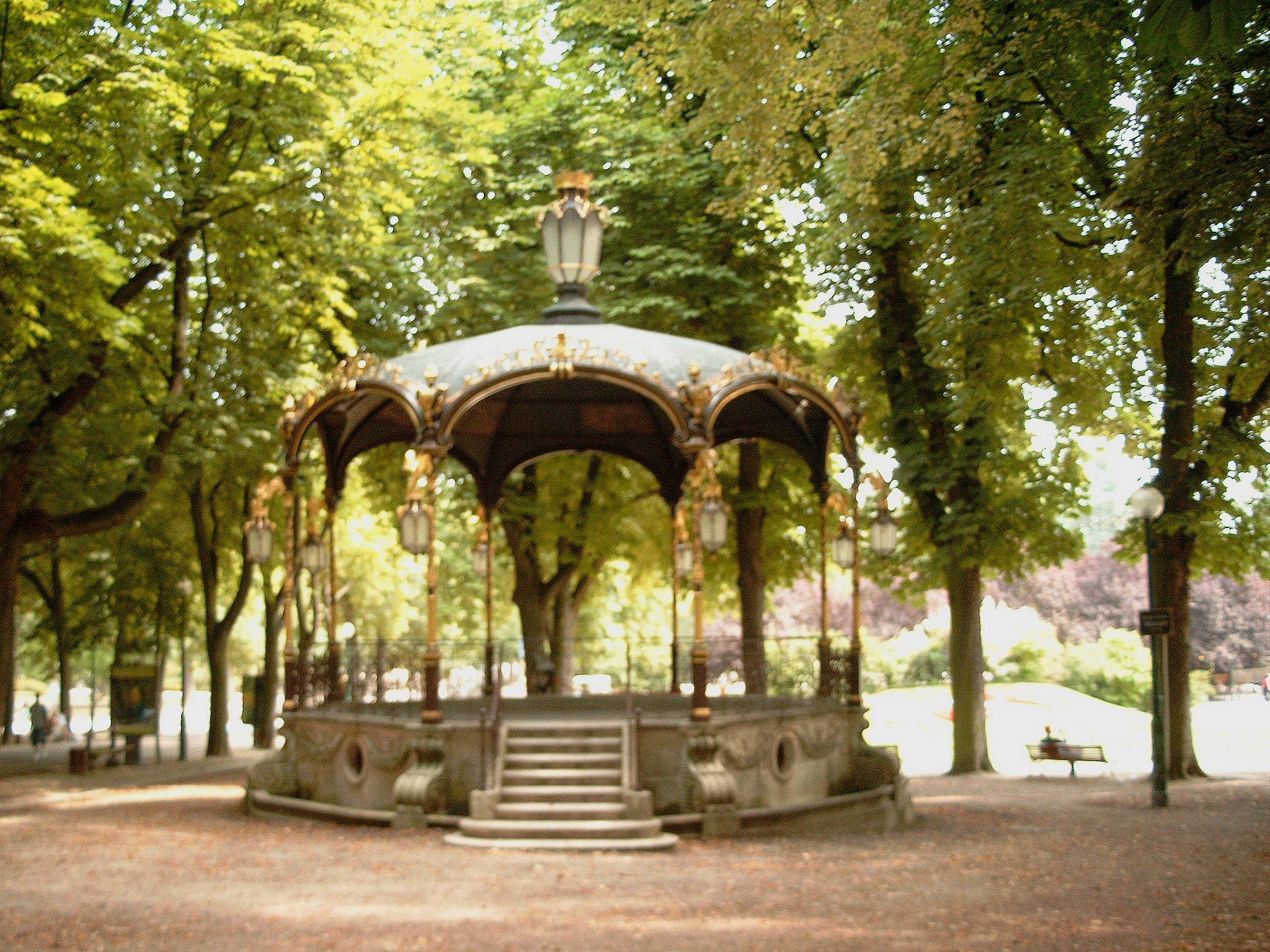
«Музыкальный киоск» (1875).

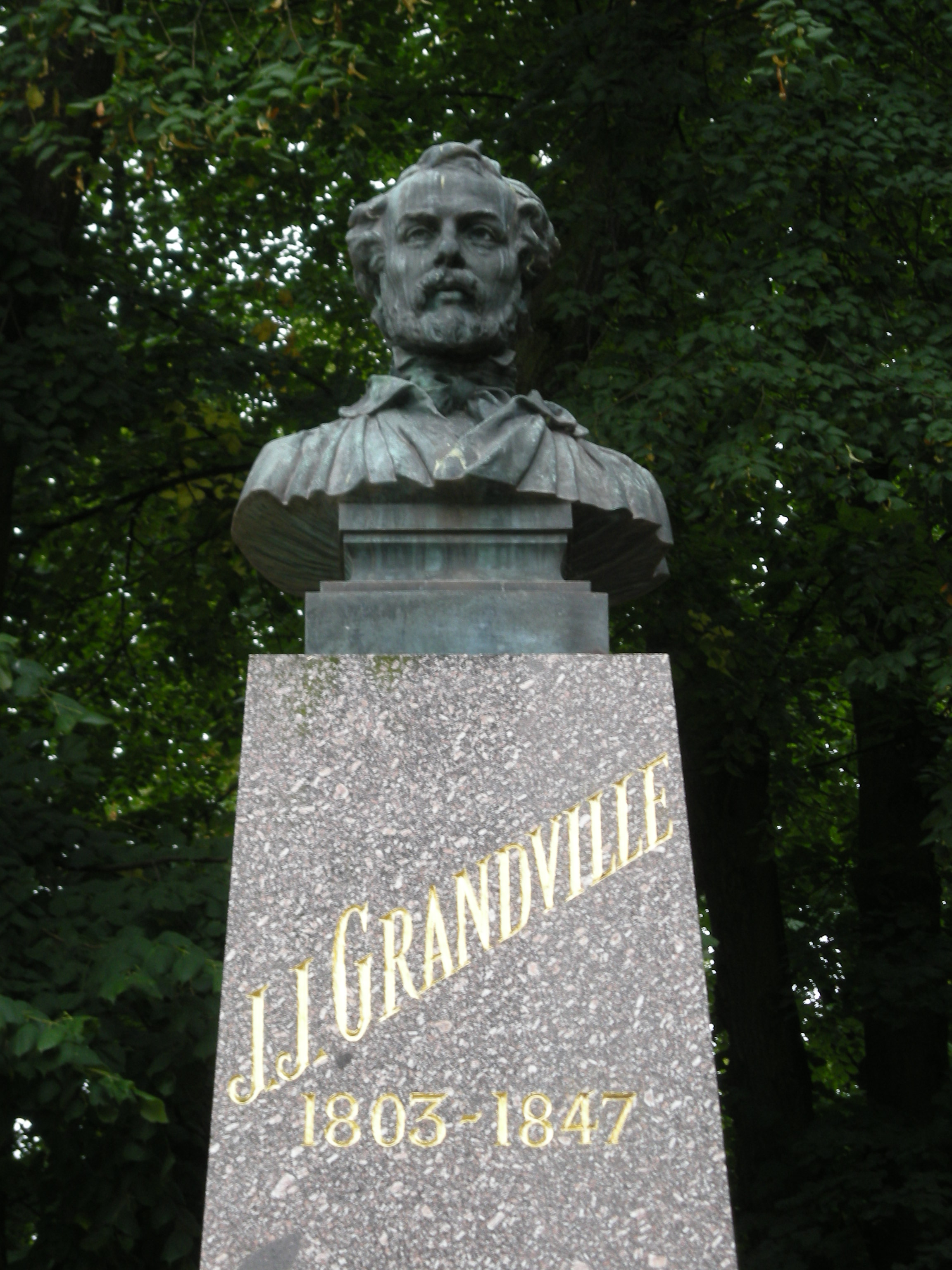
Скульптура Жан-Жака Гранвиля (Эрнест Буссьер, 1893).

Парк Пепиньер (фр. Parc de la Pépinière) — городской публичный парк в центре Нанси, расположенный вдоль исторической Плас-де-ла-Карьер и недалеко от Плас-Станислас. Парк занимает 21,7 га и разбит на территории бывшего королевского питомника, где выращивались саженцы для последующего озеленения дорог Лотарингии (отсюда и название: pépinière означает растительный питомник).

## История
Изначально на месте парка располагался питомник-арборетум Пепиньер-Ройял, основанный Станисласом Лещински в 1765 году для выращивания саженцев деревьев, которые высаживались вдоль лотарингских дорог. В 1835 году питомник был преобразован в публичный парк, который, однако, сохранил строгую перпендикулярность аллей, которые напоминают о существовавших здесь делянках питомника.

## Достопримечательности

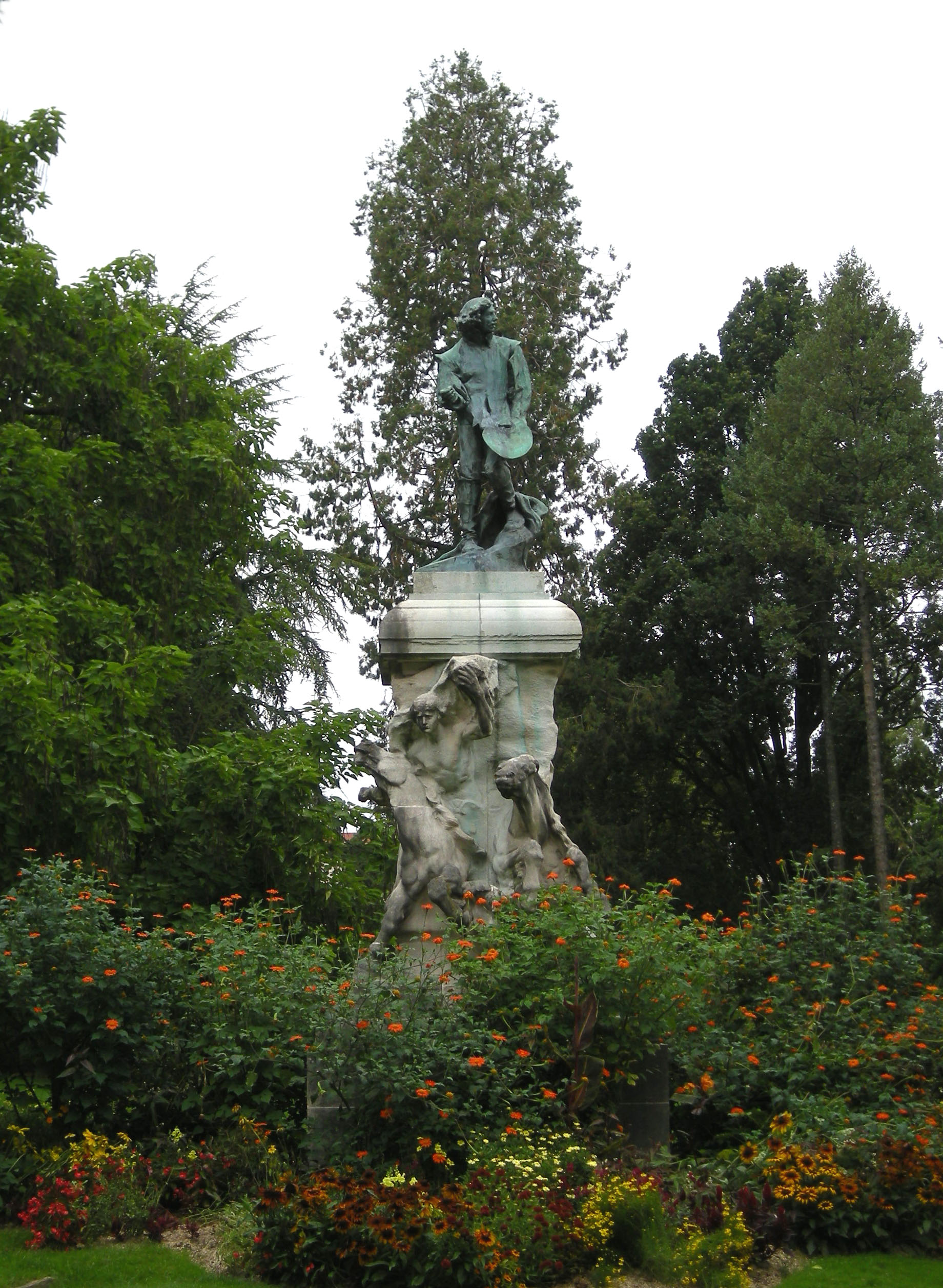
Памятник Клоду Лоррену (Огюст Роден, 1892).

В парке находятся «Музыкальный киоск», используемый для музыкальных вечеров, розарий, зверинец (вольеры с оленями, птицами, макаками, крупными домашними животными, а также медведи, шимпанзе и др.). 
Каждый год высаживаются «цветочные часы». Здесь же есть детская и спортивные площадки. 
В парке находятся следующие скульптуры:
- рисовальщика Жана Гранвиля работы Эрнеста Буссьера[фр.] (1893);
- живописца Клода Лоррена работы Огюста Родена (1889 или 1892);
- живописца Шарля Селье[фр.] работы Альфреда Фино[фр.] (1901—1903).